# 12. Armee (Rote Armee)
Die 12. Armee (russisch 12-я армия) war ein Großverband der Roten Armee, der zuerst im Jahr 1918 während des Russischen Bürgerkriegs in Südrussland gebildet wurde und später im Zweiten Weltkrieg an der südlichen Ostfront eingesetzt wurde. Die zweite Formation wurde im September 1939 neu gebildet, führte im Juni 1940 die Invasion in Bessarabien durch und wurde Anfang August 1941 im Kessel von Uman vernichtet. Die letzte Formation wurde am 30. Oktober 1943 aufgelöst, nachdem die Truppen an die 6. Armee übertragen worden waren.

## Geschichte

### Erste Formation
Eine erste Formation der 12. Armee wurde im Zuge des Russischen Bürgerkrieges am 3. Oktober 1918 in Südrussland aufgestellt. Diese Formation wurde im März 1919 wieder aufgelöst.

### Zweite Formation
Die 12. Armee wurde am 24. September 1939 im Besonderen Militärbezirk Kiew auf Grundlage der am 16. September gebildeten Heeresgruppe Kamenez-Podolski wieder aufgestellt und sollte als Besatzungstruppe in der Westukraine eingesetzt werden. Am 2. Oktober 1939 wurde die Armee Teil der Ukrainischen Front und hatte folgender Zusammensetzung:
- 49. Schützenkorps mit 23. und 62. Schützendivision
- 4. Kavalleriekorps mit 32. und 34. Kavalleriedivision
- Als Reserve: 80. Schützendivision, 23. leichte Panzerbrigade

Die 12. Armee nahm von Juni bis Juli 1940 im Rahmen der Südfront an der Annexion der Bukowina teil. Am Abend des 20. Juni erhielt Armeegeneral Georgi Schukow, vom Volksverteidigungskommissar der UdSSR den Befehl die Truppenkonzentration bis zum 24. Juni an der südlichen Grenze zu beginnen, mit dem Ziel, die rumänischen Grenztruppen zu unterlaufen und Bessarabien und Nordbukowina zu besetzen.
Die Aufgabe der Truppen der sowjetischen Südfront bestand darin, den Vormarsch der 12. Armee über Kolomea nach Czernowitz und weiter entlang des Flusses Pruth nach Süden sowie einen Ablenkungsangriff mit der 9. Armee nach Kischinew zu führen.
Vom 22. bis 23. Juni erörterte der Militärrat der 12. Armee nach den Richtlinien des Oberkommandos der Südfront mit den Kommandeuren der Korps und Divisionen die Aktionen für die Phase des Vormarsches. Die 12. Armee (Generalleutnant F. A. Parussinow) sollte den Hauptschlag führen und über den Sereth vorgehen. Die Trennlinie zur benachbarten 5. Armee verlief entlang des Zbrucz und an der Linie Chotyn-Lipcani. Die Kavalleriegruppe der 12. Armee unter Generalleutnant Jakow T. Tscherewitschenko konzentrierte sich in den Wäldern südöstlich von Kolomea zwischen Jabłonów und Podgajtschiki. Am 12. Juni wurde das Hauptquartier der Armee von der Stadt Stanislaw zur Bahnstation Kolomea vorverlegt. Die in der zweiten Staffel stehende 5. Armee (Generalleutnant W. F. Gerasimenko) lag mit dem 36. und 49. Schützenkorps in Wolhynien in Bereitschaft. Ein Teil dieser Truppen wurden der 12. Armee als Reserve zugeteilt.
Laut dem Plan des Hauptquartiers des Kiewer Sondermilitärbezirks (KOVO) sollten gleichzeitig zwei Schützen- und ein mechanisiertes (16.) Korps (26.380 Mann und etwa 680 Panzer) auf Stanislau vorrücken. Am linken Flügel hatte der Vorstoß über Costești entlang des Flusses Pruth auf Jassy zu erfolgen, der rechte Flügel zielte entlang des Flusses Sereth auf Suceava. Das Oberkommando der 12. Armee gab Befehl, die rumänischen Positionen bei Tschernogusa, Banil, Zelen, Klivesti zu durchbrechen und entlang des Flusses Pruth vorzurücken. Bis zum Ende des zweiten Angriffstages sollte die Linie Dorohoi - Botosani erreicht werden. Am dritten Tag sollen die Städte Jassy und Huși besetzt werden, die Verbindung mit den Einheiten der 9. Armee, die gleichzeitig auf Bacău, Galatz, Braila und Ismajil vorgehen soll, herstellt werden und dann gemeinsam versucht werden, den rumänischen Truppen im nördlichen Teil von Bessarabien den Rückzug zu verlegen.
Armeegliederung am 28. Juni 1940:
- 8. Schützenkorps mit 44. und 81. Schützendivision
- 15. Schützenkorps mit 45., 52., 87. und 131. Schützendivision
- 17. Schützenkorps mit 15., 25., und 176. Schützendivision
- 2. Kavalleriekorps mit 3. und 5. Kavalleriedivision
- 4. Kavalleriekorps mit 16. und 34. Kavalleriedivision
- 15. mot. - und 51., 192. Schützendivision
- 5., 23. und 26. Panzerbrigade, 10. schwere Panzerbrigade

Bis zum 3. Juli war die Besetzung der nördlichen Bukowina fast kampflos abgeschlossen. Am selben Tag hielten Truppen der 12. Armee in Czernowitz die Siegesparade ab (durchgeführt mit der 131. Schützen- und 16. Kavallerie-Division sowie die 5. Panzerbrigade mit etwa 8890 Mann, 4560 Reiter und 190 Panzer). Am 9. Juli wurde das Oberkommando der Südfront wieder aufgelöst.

### Deutsch-Sowjetischer Krieg
Am 22. Juni 1941 begann der deutsche Überfall auf die Sowjetunion. Die 12. Armee musste an der ungarischen Grenze einen 500 Kilometer breiten Abschnitt decken. Daher beschloss der Militärrat, die Kräfte und Reserven an den Flanken zu konzentrieren. In der Mitte war die Verteidigung gegenüber dem ungarischen 8. Armeekorps durch die Sicherung der Pässe und Wege durch die Waldkarpaten mit den 93., 94., 95., 96. und 97. Grenz-Abteilungen vorgesehen. Die Armee wurde von der Luftverteidigungsbrigade Mogilew-Podolsk unterstützt, zwei Jagd- und ein Bomber-Regiment waren dem Einsatzkommando der Armee zugeteilt. Der Militärrat der 12. Armee hatte einen detaillierten Einsatzplan für die Deckung der Staatsgrenze entwickelt: Die erste Staffel bestand aus den Schützendivisionen für die solide Verteidigung, die zweite Staffel mit dem mechanisiertes Korps hatte im Falle eines feindlichen Durchbruchs einen Gegenangriff anzusetzen.
Armeegliederung am 22. Juni 1941
- Linker Flügel: 13. Schützenkorps (Generalmajor Nikolai Kusmitsch Kyrillow, Hauptquartier in Czernowitz) an der Linie Kolomea - Czernowitz - Kamenez Podolski mit der 58. (Generalmajor N. I. Proschkin), 60. (Generalmajor M. B. Salichow) und 96. Gebirgs-Division (Oberst I. M. Schepetow) und der 164. Schützendivision (Oberst A. N. Tscherwinski).
- 16. mechanisierte Korps (Generalmajor Alexander Dmitrijewitsch Sokolow, Hauptquartier Kamenez-Podolski) umfasste zwei Panzer-, eine motorisierte Division sowie das 19. mot. Regiment: die 15. Panzerdivision (Oberst V. I. Poloskow) bei Stanislau; die 39. Panzerdivision (Oberstleutnant N. W. Starkow) in Czernowitz und die 240. motorisierte Division (Oberst I. W. Gorbenko) in Kamenez-Podolsk.
- Rechter Flügel: 17. Schützenkorps (Generalmajor Iwan Wassiljewitsch Galanin, Hauptquartier in Stanislau) an der Linie Stary Sambor, Turka, Bolechow verteidigte das 13. Schützenkorps (Hauptquartier in Borislaw) mit der 192. (Oberst S. D. Gubin) und der 44. Gebirgsdivision (Generalmajor S. A. Tkachenko).
- 10., 11. und 12. befestigter Raum, 4. Panzerabwehr-Artillerie-Brigade, Korps-Artillerie-Regimenter 269., 274., 283. und 468., das 37. Ingenieur-Regiment, 20. und 30. separate Flugabwehr-Artillerie-Bataillon, 293. Nachrichten-Bataillon und andere Einheiten.

Am Nachmittag des 22. Juni rief Oberst Arunschajan den Stabschef der rechts anschließenden 26. Armee, Oberst I. S. Warennikow an, um die Lage zu besprechen. Er erfuhr, dass die Divisionen des 8. Schützenkorps bereits angegriffen wurden und das 8. mechanisierten Korps für den folgenden Morgen den Befehl erhielt, sich im Gebiet Gorodok (20 km östlich von Lemberg) zu konzentrieren. Am linken Flügel der 12. Armee stand die 176. Schützendivision des Militärbezirks Odessa, mit welcher das eigene 17. Schützenkorps enge Verbindung hatte. Es gelang den Ungarn in Richtung Chotyn und Storoschinez vorzudringen. Durch entscheidende Gegenangriffe aus den Reserven des 17. Schützenkorps und Einheiten der zweiten Staffel der 12. Armee wurden die Ungarn aber auf die ursprünglichen Positionen zurückgeworfen. Besonders starke Kämpfe fanden an der Linie Sambor – Drohobytsch – Borislaw statt. Vom 26. bis 29. Juni waren die Kämpfe äußerst heftig, am 30. Juni räumte die 6. Armee unter dem Ansturm des deutschen XXXXIX. Gebirgskorps Lemberg. Die Formationen der 26. Armee zogen sich auf die Linie Rakowetz, Rozdol, Schidochew, während die 192. Schützendivision kämpfend über Stryi und Tuchla zurückwich.
Aus dem Hauptquartier wurde bekannt, dass der deutsche Hauptschlag gegen die linke Flanke der 5. und rechten Flanke der 6. Armee erfolgt war und über Sokal, Dubno auf Schitomir ansetzte. Am 24. Juni eroberten deutsche Panzertruppen Berestechko und erreichten am 25. Juni Dubno.
Am Morgen des 26. Juni gingen drei deutsche Infanteriedivisionen (100., 101. und 257.) gegen drei Schützendivisionen (99., 72. und 173.) der 26. Armee in die Offensive, zwei Sicherheitsdivisionen (444. und 454.) bedrängten die 192. Schützendivision. Für die 6., 12. und 26. Armee drohte die Abdrängung zu den Karpaten und die Einkesselung. Am selben Tag musste das 17. Schützenkorps, das 16. mechan. Korps und das 4. Panzerabwehr-Artillerie-Brigade zur neu gebildeten 18. Armee der Südfront abgegeben werden. So verblieb vorerst nur das 13. Schützenkorps (mit drei Gebirgsdivisionen - 192, 44 und 58) im Verband der 12. Armee, dafür wurde die Verteidigungszone um fast die Hälfte reduziert.
Am 30. Juni befahl der Befehlshaber der Südwestfront auf Befehl der Stawka den Rückzug: „Die Armeen der Südwestfront ziehen sich bis 9. Juli 7 Uhr morgens an befestigte Linie Korosten-Nowograd-Wolynski-Schepetowka-Stary Konstantinow-Proskurow zurück. Die Zwischenlinie Sarny - Fluss Slutsch-Ostrog-Skaljat-Chortkow-Kolomea werden bis zum 6. Juli gehalten.“
Die 12. Armee hatte in der Nacht des 1. Juli mit dem Rückzug begonnen und die Zwischenlinie Chortkow-Kolomea-Bergomet besetzt. Das 17. Schützenkorps war weiterhin der Nachbar auf der linken Seite, daher konzentrierten sich der Armeekommandant auf die Sicherung der rechten Flanke. Die rechts eingesetzte 192. Schützendivision konnte sich nicht vom Feind lösen und musste sich kämpfend zurückziehen. Das 8. Schützenkorps (Generalmajor M. G. Snegow) und das 24. mechanisierte Korps (Generalmajor W. I. Tschistjakow) wurden in die 12. Armee versetzt. Jetzt wurde die 6. Armee der Nachbar auf der rechten Seite. Die operative Abwehr an der neuen Linie erfolgte in zwei Treffen. In der ersten Staffel standen das 8. und 13. Schützenkorps, in der zweiten - das 24. mechanisierte Korps.
Die folgende Hauptschlag ab 9. Juli wurde von den deutschen Truppen an der Naht zwischen der sowjetischen 5. und 6. Armee angesetzt. In der Mitte gelang es in die Verteidigung der 12. Armee an der linken Flanke (an der Naht zur 18. Armee) einzudringen.
Vom 9. bis 15. Juli forderten die Befehle des Frontkommandanten noch „die zuvor zugewiesene Aufgabe weiterhin auszuführen“, d. h. die sogenannte „Stalinlinie“ an der alten Staatsgrenze fest zu verteidigen. Am 12. Juli gelang es der deutschen Panzergruppe 1 Berditschew zu erobern, Belaja Zerkow zu erreichen und in den südöstlichen Befestigten Raum von Kiew einzudringen. Am 16. Juli begannen sich die 12. und 18. Armee der Südfront hastig nach Osten zurückzuziehen und leisteten praktisch keinen Widerstand mehr. Die deutschen Truppen besetzten Kischinew und stürmten zum Dnjestr, der südlich von Mogilew-Podolski überquert wurde. Am Ende des Tages zogen sich die Truppen der 6. und 12. Armee unter dem Druck des Feindes von der Front zur Linie Shirmowka, Kalinowka, Vinkowtzi zurück. Ein Gegenstoß der 18. Armee aus dem Süden, ermöglichte es den Truppen der 12. Armee sich auf organisierte Weise zurückzuziehen und die Verbindungen mit der 18. Armee wiederherzustellen.
Armeegliederung, Anfang August 1941
12. Armee (Generalmajor P.G. Ponedelin)
8. Schützenkorps, Generalmajor M. G. Snegow
- 72. Gebirgsdivision, Generalmajor P. Abramidze
- 192. Gebirgsdivision, Generalmajor P. Priwalow

13. Schützenkorps, Generalmajor M. K. Kirillow
- 60. Schützendivision, Generalmajor M.B. Salichow
- 99. Schützendivision, Oberst P. Opjakin

17. Schützenkorps, Generalmajor Galanin
- 96. Gebirgsdivision
- 164. Schützendivision
- 169. Schützendivision

24. mechanisierte Korps, Generalmajor W. I. Tschistjakow
- 45. Panzerdivision, Generalmajor Michail D. Solomatin
- 49. Panzerdivision, Oberst K. F. Schewtzow
- 216. motorisierte Schützendivision, Oberst A. Sargasjan

Die neue deutsche Offensive an der neuen Linie begann am 18. Juli um 8 Uhr nach einer starken Artillerie- und Luftfahrtvorbereitung und leitete die Kesselschlacht bei Uman ein. Mit dem Vorstoß über Shmerinka setzte der Angriff der Panzergruppe 1 aus dem Gebiet Belaja Zerkow nach Uman und die 17. Armee aus dem Raum Mogilew-Podolski zur Umfassung an. Am 19. Juli erhielt das Kommando die Anweisung, die Zwischenlinie von Pogrebischche, Nemirow, Rogozma bis zum 20. Juli halten und uns dann zur Linie Tetjew, Gaissin zurückziehen müssen. Die Stawka befahl am 21. Juli den Oberbefehlshaber S. M. Budjonny den Abzug der Truppen der 6. und 12. Armee der Südwestfront und der 18. Armee der Südfront auf die Linie Belaja Zerkow, Tetjew, Kitay-Gorod, Gaissin, Schpikow (50 km westlich von Gaissin), Jaruga (25 Kilometer südlich) – Raum östlich von Mogilew-Podolski. Für den 22. Juli plante die 26. Armee einen neuen Gegenstoß aus der Region Borodjanka an der Flanke der flankierenden Gruppe in Richtung auf Belaja Zerkow, Ostraja Mogila. In der Gegend von Zhivotow wurden Einheiten der deutschen 16. motorisierten Division von der 72. Gebirgs-Schützendivision nach Norden zurückgetrieben. Der Gegenschlag der 26. Armee zog die Hauptkräfte der Panzergruppe 1 auf sich und verzögerte den deutschen Vormarsch nach Südosten. Das 2. mechanisierte Korps von General Ju. W. Nowoselski, das am 21. Juli an die Linie Lukaschewka, Krasnopolka verlegt wurde, baute eine neue mobile Verteidigung auf. Am 23. Juli wurden auf Befehl des Kommandanten der Südwestfront die 6. und 12. Armee unter dem Generalkommando von General P. G. Ponedelin gestellt. Am 25. Juli wurde die 2. Armee Teil der Südfront. Am Abend ging die 6. und 12. Armee auf die Linie Svenigorodka, Christinovka, Teplik zurück. Vom 26. bis 30. Juli führten die von drei Seiten bedeckten Truppen dieser Armeen schwere Verteidigungskämpfe mit überlegenen feindlichen Streitkräften und zogen sich auf die Linie Nowo-Archangelsk, Krasnopolka, Peregonowka zurück, wobei die Stadt Uman im Zentrum ihrer operativen Formation stand. Nachdem sich die deutschen Stoßgruppen Ende Juli östlich von Uman treffen konnten, wurde ein bedeutender Teil der 12. Armee umzingelt und erlitt beim Rückzug zum Sinjucha-Abschnitt schwere Verluste. Am 7. August wurde der Armeekommandeur, Generalmajor P. G. Ponedelin beim Versuch auszubrechen, gefangen genommen. Nach dem Verlassen der Umzingelung wurde das Armeekommando der 12. Armee am 10. August 1941 aufgelöst.

### Dritte Formation
Die 12. Armee der zweiten Formation wurde am 25. August 1941 auf Grundlage des 17. Schützenkorps bei der Südfront reaktiviert.
- Die Armee umfasste zunächst nur die 270. und 274. Schützendivision, die 11. Panzerdivision und eine Reihe anderer Einheiten.

Im September 1941 verteidigte die 12. Armee das linke Ufer des Dnjepr im Raum von Saporischschja. Die deutsche Panzergruppe 1 griff in Richtung auf Pawlograd, Saporischschja an, durchbrach die Front der 12. Armee an der Linie Romanowka, Sinelnikowo und Varvarowka und bedrohte damit direkt den hinteren rechten Flügel der Südfront.
- Anfang Oktober 1941 bestand die Armee aus der 136., 230., 74., 274., 150., Reste der 15., 30., und 261. Schützendivision sowie der mechanisierten Gruppe Puschkin mit der 2. und 15. Panzerbrigade

In Übereinstimmung mit der Richtlinie der Südfront vom 3. Oktober hatten die Truppen der 18. und 9. Armee und Rückzug der 12. Armee auf Pawlograd zu decken. Am Morgen des 5. Oktober würden die Hauptkräfte auf die Verteidigungslinie Pawlograd – Wassilkowka – Ljubizkoje bezogen, um einen deutschen Durchbruch in Richtung Krasnoarmeisk zu verhindern.
Von Oktober bis November nahm die 12. Armee an der Verteidigung der Region Donbas-Rostow teil-Während des sowjetischen Gegenangriffs in der Schlacht um Rostow attackierten die Armeetruppen in Richtung Woroschilowgrad und verhinderten deutsche Gegenstöße gegen die Flanke und den Rücken der vorrückenden sowjetischen Truppen.
- Anfang Dezember 1941 bestand die Armee aus der 4., 218., 230., 74. und Reste der 15. und 261. Schützen-Division und der 15. Panzer-Brigade

### 1942
Während der Offensive Barwenkowo-Losowajaer Operation (Januar 1942) deckte die 12. Armee die Südflanke der Offensive durch Angriffe gegen das deutsche IV. Armeekorps in Artemowsk. Im Sommer 1942 mit dem Beginn der deutschen Offensive im großen Don-Bogen, wehrte die 12. Armee feindliche Angriffe nördlich von Woroschilowgrad ab. Die Truppen zogen sich zurück, führte Nachhutkämpfe in Richtung Schachty und verteidigte an der Don-Einmündung in den Manytsch bis zum Dorf Olginskaja. Ab dem 29. Juli war die Armee Teil der Donfront und ab dem 5. August der Küstengruppe der Nordkaukasusfront. Bis Ende August zog sich die 12. Armee über Kabardinskaja auf Baku zurück und verteidigte im Raum Tuapse. Am 20. September 1942 wurde die 12. Armee wieder aufgelöst, ihre Truppen wurden an die 18. Armee übertragen und das Feldkommando zur Verteidigung von Tuapse verwendet.

### Vierte Formation
Die vierte Formation der 12. Armee wurde am 20. April 1943 auf Weisung der Stawka vom 18. April auf Grundlage des Oberkommandos der 5. Panzerarmee bei der Südwestfront gebildet.
- Sie umfasste zunächst die 172., 203., 244., 333. und 350. Schützendivision, Artillerieeinheiten und eine Reihe anderer Einheiten.

Von April bis Juli befand sich die Armee in der Reserve der Front und im August 1943 wurde sie wieder aktiv eingesetzt. Sie ersetzte Teile der 8. Gardearmee nordöstlich der Stadt Barwenkowo und hielt die dortigen Stellungen, um sich auf die Offensive vorzubereiten.
In der Donbass Operation besiegte die 12. Armee die Truppen der deutschen 1. Panzerarmee. Am südlichen Abschnitt des Donez-Brückenkopfes bei Isjum, links von der 6. Armee angesetzt, rückten die Truppen der 12. Armee Mitte August mit sieben Schützendivisionen und einer Panzerbrigade vor. Den Hauptschlag in Richtung Südwesten lieferte das 66. Schützenkorps (333., 203. und 244. S.D.) und das nachfolgende 67. Schützenkorps in der zweiten Staffel. Die Truppen der 12. Armee konnten die Stadt Pawlograd befreien und rückten zusammen mit der 6. Armee über Sinelnikowo, nördlich von Saporischschja zum Dnjepr vor, überquerte den Fluss mit einem Teil der Streitkräfte und begann um einen westlichen Brückenkopf zu kämpfen. Anschließend kämpften die Einheiten der 12. Armee in Zusammenarbeit mit der 8. - und 3. Gardearmee, des 1. mechanisierten Garde- und dem 23. Panzerkorps um Saporischschja und befreiten diese Stadt am 14. Oktober 1943.
Am 20. Oktober 1943 wurde die Armee in die 3. Ukrainische Front aufgenommen und bereits am 10. November auf Anweisung der Stawka vom 30. Oktober aufgelöst, die Verbände und Einheiten der 12. Armee wurden an die 6. Armee übertragen.

## Führung
Oberbefehlshaber
- Generalleutnant Iwan Wladimirowitsch Tjulenjew (September/Oktober 1939)
- Generalleutnant Filipp Alexejewitsch Parussinow (Oktober 1939 – 10. März 1941)
- Generalmajor Pawel Grigorjewitsch Ponedelin (11. März – 10. August 1941)
- Generalmajor Iwan Wassiljewitsch Galanin (25. August 1941 – 16. Oktober 1941)
- Generalmajor Konstantin Apollonowitsch Korotejew (16. Oktober 1941 – 5. April 1942)
- Generalmajor Andrei Antonowitsch Gretschko (15. April 1942 – 3. September 1942)
- Oberst Alexander Kusmitsch Sokolski (4. September 1942 – 13. September 1942)
- Generalleutnant Nikolai Jakowljewitsch Kiritschenko (13. – 20. September 1942)
- Generalleutnant Iwan Timofejewitsch Schljomin (20. April 1943 – 19. Mai 1943)
- Generalmajor Alexei Iljitsch Danilow (19. Mai 1943 – 30. Oktober 1943)

Mitglied des Kriegsrats
- Brigadierkommissar Iwan Pawlowitsch Kulikow (22. Juni – 10. August 1941)
- Abteilungskommissar Jakow Alexejewitsch Doronin (25. August 1941 – 17. November 1941)
- Brigadierkommissar Jakow Wladimirowitsch Goldstein (17. November 1941 – 19. September 1942)
- Generalmajor Gai Lasarjewitsch Tumanjan (20. April 1943 – 1. November 1943)

Stabschefs
- Generalmajor Bagrat Isaakowitsch Aruschanjan (Juli–August 1941)
- Generalmajor Alexei Michailowitsch Baranow (25. August 1941 – 16. Oktober 1941)
- Generalmajor Alexander Grigorjewitsch Jermolajew (16. Oktober 1941 – 3. September 1942)
- Oberst Nikolai Pawlowitsch Chwatow (5. September 1942 – 19. September 1942)
- Generalmajor Alexei Iljitsch Danilow (20. April 1943 – 17. Mai 1943)
- Oberst Pawel Iljitsch Drugow (17. Mai 1943 – 29. Juni 1943)
- Oberst Mark Jakowlewitsch Birman (29. Juni 1943 – 1. November 1943)